# HORSE
HORSE är en pokerterm som innebär att en pokerturnering eller ett cash game alternerar mellan Texas Hold'em (H), Omaha Hi/Lo (O), Razz (R), Sjustöt (S) och Sjustöt Åtta eller Bättre (E) (Seven Stud Eight or Better). 
HORSE har förekommit i World Series of Poker (WSOP). Mellan 2001 och 2004 var inköpet USD 2 000. År 2005 förekom turneringen inte, till mångas besvikelse. År 2006 återinfördes grenen med det rekordhöga inköpet USD 50 000. Denna turnering vanns av David "Chip" Reese. Sedan 2007 har det även anordnats HORSE-turneringar med lägre inköp i WSOP.
Olika varianter kan också förekomma där en eller flera av grenarna tas bort, till exempel SHOE eller HOSE som också tidigare spelats i World Series of Poker. På Full Tilt Poker har de även en version där ordningen är ändrad, HEROS.